# Duel TV
Duel TV è stato un canale satellitare italiano distribuito da Mediaset per Stream TV dal 1º aprile 2000 e in seguito passato su Sky. Era dedicato a un pubblico adulto, trasmettendo film, serie tv e programmi autoprodotti.

## Storia
Il canale debutta su Stream TV insieme ad un altro canale prodotto per la piattaforma da Mediaset, Comedy Life, il 1º aprile 2000. Direttore dell'emittente fin dal suo debutto era Carlo Vetrugno, già alla guida di un altro canale satellitare diffuso da D+, Happy Channel, e direttore di Italia 1 e Rete 4 negli anni novanta. Lo speaker dei promo era Raffaele Farina (attuale speaker di Italia 1).
Il 31 luglio 2003 passa a Sky, la nuova pay TV nata dalla fusione di Stream TV e TELE+ Digitale, insediandosi al canale numero 132 della piattaforma. Il canale fa così parte del bouquet della TV di Rupert Murdoch insieme alle altre reti satellitari Mediaset Happy Channel, Italia Teen Television e MT Channel.

### Contenuti
Il canale trasmetteva molti serie TV d'azione e avventura tra i quali Walker Texas Ranger, Baywatch, Pacific Blue, Acapulco H.E.A.T., Squadra emergenza, Distretto di polizia, Highlander e show sexy come Penthouse e Sexy Cam nel contenitore Sexy Hour.
Erano però i film e i TV-Movies il piatto forte del palinsesto di Duel, che ne trasmetteva almeno quattro al giorno toccando svariati generi tra i quali l'horror, la fantascienza, l'azione e il sottogenere catastrofico, a volte anche quelli italiani. I film erano organizzati in cicli, tra i quali "Stars" (blockbuster americani) e "Disaster" (catastrofici).
Tutti i programmi derivavano dalla vastissima cineteca di Mediaset.

### La chiusura
Il canale chiude i battenti all'alba del 1º gennaio 2006, a causa di una ridefinizione contrattuale tra Mediaset e Sky che porta allo spegnimento dei quattro canali Mediaset e all'acquisizione della library delle reti da parte della piattaforma satellitare, che mantiene acceso il canale 132 ancora per alcuni mesi alimentandolo con diversi programmi già proposti da tale emittente, seppur per poche ore al giorno.
Dal 15 maggio 2006, sempre sul suddetto canale, debutta un altro emittente dedicato prevalentemente a un pubblico maschile, Fantasy; la sua programmazione consisteva prevalentemente nella messa in onda di telefilm di fantascienza e di horror.